# Studio 4°C
Studio 4°C Co. Ltd. (株式会社スタジオよんどしい?, Kabushiki-Gaisha Sutajio Yondo Shii) è uno studio di animazione giapponese fondato nel 1986 da Koji Morimoto e Eiko Tanaka.
Il nome si riferisce alla temperatura dell'acqua alla sua massima densità, ed illustra il manifesto creativo dell'azienda, impegnata ad ideare e produrre opere dense di sostanza e di qualità.
Le opere prodotte dallo studio, tra i pionieri nell'uso delle tecnologie di animazione digitale, sono riconosciute per la loro eccentricità e per la peculiarità di fondere lo spirito delle produzioni indipendenti con l'estetica dell'animazione mainstream. Tra i lavori più importanti realizzati, nel campo degli anime i lungometraggi Memories,  Spriggan, la co-produzione con la Warner Bros. di Animatrix, ed i più recenti Mind Game e Tekkonkinkreet - Soli contro tutti, premiato con l'Ofuji Award e selezionato al Festival internazionale del cinema di Berlino nel 2007. Lo studio produce anche animazioni nel campo pubblicitario e dei videoclip musicali. Molti i nomi di prestigio che hanno collaborato a diversi progetti dello studio, da Katsuhiro Ōtomo a Shōji Kawamori.
Nel 2009 lo studio si è associato alla casa di produzione Lucent Pictures, dando luogo alla Lucent 4°C, nuovo studio d'animazione con in programma la produzione di due o tre titoli l'anno prevalentemente in 3D.

## Produzioni

### Cinema
- Memories (1995)
- Spriggan (1998)
- Arete-hime (2001)
- Mind Game (2004)
- Tekkonkinkreet - Soli contro tutti (2006)
- First Squad (2009)
- Berserk - L'epoca d'oro
  - L'uovo del re dominatore (2012)
  - La conquista di Doldrey (2012)
  - L'avvento (2013)
- Sachiko (2005-2009)
- Justice League: The Flashpoint Paradox (2013)
- Harmony (2015)
- Mutafukaz (2017)
- Red Ash: Gearworld (2017) - cortometraggio
- I figli del mare (2019)
- Poupelle della Città dei Camini (2020)
- La fortuna di Nikuko (2021)
- All You Need Is Kill (annunciato)

### Televisione
- Uraroji Diamond (2001) - 24 episodi
- Piroppo (2001-02) - 23 episodi
- Super Robot Monkey Team Hyperforce Go! (2004) - 6 episodi
- Kimagure Robot (2004) - 10 episodi
- Tweeny Witches (2004-05) - 40 episodi
- Ani*Kuri15 (2007) - episodi 1, 5, 13
- Transformers Animated (2007-09) - 42 episodi
- Thundercats (2010-11) - 26 episodi
- Sentai Hero SUKIYAKI FORCE (2017) - 24 episodi
- Phoenix: Eden17 (2023)  - 4 episodi

### OVA
- Debutante Detective Corps (1996) - mediometraggio
- Eikyū kazoku (1997) - 53 cortometraggi
- Gate Keepers 21 (2002-03) - 6 episodi
- King of Bandit Jing (2004) - 3 episodi
- Hijikata Toshizo: Shiro no Kiseki (2004) - mediometraggio
- Tweeny Witches (2007) - 6 episodi
- Detroit Metal City (2008) - 12 episodi
- Street Fighter IV: The Ties That Bind (2009)

### Videoclip musicali
- Ken Ishii – "Extra" (1996)
- The Bluetones – "Four Day Weekend" (1998)
- Glay – "Survival" (1999)
- Ayumi Hamasaki – "Connected" (2002)
- Ligalize – "Pervyi Otryad" ("First Squad") (2005)
- Hikaru Utada – "Passion" (2006)

### Cortometraggi
- Tobira O Akete (1995)
- Noiseman Sound Insect (1997)
- Gondora (1998)
- Digital Juice (2002) - serie di cortometraggi

1. Keikaku
2. Chicken hoken ni kanyuu kudasai
3. Tsukiyo no Ban ni
4. Table & Fishman
5. Kuuchuu Izakaya

- Mix Juice "Jigen Loop - SOS Rescue Version" (2001)
- Sweat Punch (5 cortometraggi, 2001–2002. Raccolti e pubblicati su DVD nel 2007)

1. Professor Dan Petory's Blues
2. End of the World
3. Comedy
4. Beyond
5. Junk Town

- Higan (2002)
- The Animatrix (2003)

1. Il secondo rinascimento parte 1 + parte 2
2. Storia di un ragazzo
3. Aldilà
4. Detective Story

- A Wake in Garakuta Town (2006)
- Amazing Nuts! (2006) - serie di cortometraggi

1. Part 1 – Global Astroliner
2. Part 2 – Glass Eyes
3. Part 3 – Kung Fu Love – Even If You Become the Enemy of the World
4. Part 4 – Joe and Marilyn

- Tamala2010: A Punk Cat in Space (2007)
- Genius Party (Collezione di 7 cortometraggi, 7 luglio 2007)
- Genius Party Beyond (Collezione di 5 cortometraggi, 15 febbraio 2008)
- Batman: Gotham Knight (2008)

1. Have I Got A Story For You
2. Working Through Pain

- Halo Legends (2009-2010)

1. The Babysitter
2. Origins

- Honey Tokyo (2010)
- My Last Day (2011) – Creato in associazione con il JESUS Film Project, Brethren Entertainment, e Barry Cook.
- My Last Day (2011) – Cortometraggio Pasquale per la Campus Crusade for Christ (CRU), conosciuta come Agape in Italia.[3]
- PES: Peace Eco Smile (2012) – Serie di cortometraggi prodotti per pubblicizzare Toyota.[4]
- Love Like Aliens, cortometraggio ONA, collaborazione col regista Rashad Haughton (2012)
- Kid Icarus: Uprising – "Medusa's Revenge"[5] (2012) – Cortometraggio promozionale per il videogioco Kid Icarus: Uprising
- Drive Your Heart (2013) Spin-off per PES-peace eco smile, corto prodotto per pubblicizzare Toyota.
- Tuzki: Love Assassin (2014)[6]
- Kuro no Sumika - Chronus (2014) - cortometraggio

### Videogiochi
- Ace Combat 04: Shattered Skies (2001)
- Summon Night 3 (2003)
- Rogue Galaxy (2005)
- Lunar Knights (Bokura no Taiyou) (2006)
- Jeanne D'Arc (2006)
- .hack//Link (2010)
- Catherine (2011)
- Asura's Wrath (2012)
- Toukiden: The Age of Demons (2013)

### Pubblicità
- Nike – Chamber of Fear (Self Doubt) (2004)
- Honda Edix presenta Edix Six – kiro (2006)

### Altre opere
- Kamikaze Girls (2004) – Segmento di animazione
- LINCOLN (2005) – Animazione della sigla e character design.
- Kurosagi - Il truffatore nero (2006) – Animazione della sigla.
- Donju (2009) – Segmento di animazione
- Attraction (2010) – Pubblicità Progresso interattiva (anti-fumo) realizzata con The National Institute for Preventive and Health Education in Francia.